# The Yellow Arm

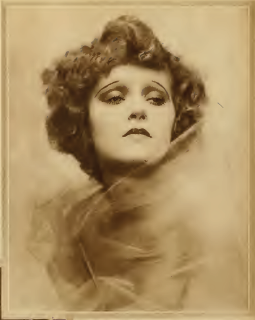
Juanita Hansen, estrela do seriado.

The Yellow Arm, também conhecido como Roaring Oaks, é um seriado estadunidense de 1921, no gênero ação, dirigido por Bertram Millhauser, em 15 capítulos, estrelado por Juanita Hansen, Warner Oland e Marguerite Courtot. O seriado foi produzido por George B. Seitz Productions, distribuido pela Pathé Exchange, e veiculou nos cinemas dos Estados Unidos entre 19 de junho e 25 de setembro de 1921.
Este seriado é considerado perdido.

## Elenco
- Juanita Hansen	 ...	Suzanne Valette
- Warner Oland	 ...	Joel Bain
- Marguerite Courtot	 ...	Doris Bain
- Stephen Carr	 ...	Jack Bain
- William Bailey	 ...	Jerry Engleson (creditado William N. Bailey)
- Tom Keith	 ...	Alan Marsh
- Al Franklin Thomas

## Capítulos
1. House of Alarms
2. Vengeance of the East
3. A Strange Disappearance
4. At Bay
5. Danger Ahead
6. A Nest of Knaves
7. Into the Dead of Night
8. Smuggled Aboard
9. Kingdom of Deceit
10. The Water Peril
11. Pawns of Power
12. Price of a Throne
13. Behind the Curtain
14. The False Goddess
15. The Miracle